# 인수 정리
대수학에서 인수 정리(因數 定理, 영어: Factor theorem)는 다항식이 어떤 1차 다항식을 약수로 가질 필요충분조건을 제시한다. 다항식 나머지 정리의 특별한 경우이다. 인수 정리는 다항식 {\displaystyle f(x)}가 {\displaystyle f(r)=0} (즉 {\displaystyle r}는 근)인 경우에만 인수 {\displaystyle x-r}를 갖는다고 명시한다.

## 정의
인수 정리에 따르면, 환 {\displaystyle R} 및 다항식 {\displaystyle f\in R[x]} 및 중심의 원소 {\displaystyle r\in \operatorname {Z} (R)}에 대하여, 다음 두 조건이 서로 동치이다.
- {\displaystyle x-r\mid f(x)}. 즉, {\displaystyle f(x)=(x-r)g(x)}인 다항식 {\displaystyle g\in R[x]}가 존재한다.
- {\displaystyle f(r)=0}. 즉, {\displaystyle r}는 {\displaystyle f(x)}의 근이다.

증명:
첫 번째 조건은 {\displaystyle f(x)}를 {\displaystyle x-r}로 나눈 나머지가 0인 것과 동치이다. 다항식 나머지 정리에 따라, {\displaystyle f(x)}를 {\displaystyle x-r}로 나눈 나머지는 {\displaystyle f(r)\in R}이다. 따라서 위 두 조건은 서로 동치이다.

## 응용

### 다항식의 인수분해
인수 정리가 일반적으로 적용되는 2가지 문제는 다항식을 인수분해하고 다항식의 근을 찾는 문제이다. 또한 인수 정리는 알려지지 않은 모든 근을 그대로 유지하면서 다항식으로부터 알려진 근을 제거하는 데 사용되므로 근을 보다 찾기 쉬울 정도로 낮은 차수의 다항식을 생성한다. 그 방법은 추상적으로 다음과 같다.
1. 다항식 {\displaystyle f}의 근인 {\displaystyle a}를 찾는다. (일반적으로 이는 매우 어렵다.)
2. 인수 정리를 사용하여 {\displaystyle (x-a)}가 {\displaystyle f(x)}의 인수라고 결론을 내린다.
3. 다항식 {\displaystyle g(x)={\frac {f(x)}{(x-a)}}}를 구한다. 다항식 장제법 또는 조립제법을 사용할 수 있다.
4. {\displaystyle f(x)=0}의 근은 {\displaystyle a}와 {\displaystyle g(x)=0}의 근이라는 결론을 내린다. {\displaystyle g}의 다항식 차수가 {\displaystyle f}의 다항식 차수보다 하나 작기 때문에 {\displaystyle g}를 연구하여 나머지 근을 찾는 것이 간단한 편이다.

#### 예제
{\displaystyle x^{3}+7x^{2}+8x+2}의 근을 구하라. 이는 시행착오(또는 유리근 정리)를 사용하여 식이 0이 되도록 하는 1번째 x의 값을 찾는다. 유리근 정리에 따라 유리수 근의 후보는 {\displaystyle 1,-1,2,-2} 뿐이다. {\displaystyle (x-1)}이 인수인 지의 여부를 확인하려면 {\displaystyle x=1}을 위의 다항식으로 대체한다.
{\displaystyle {\begin{aligned}x^{3}+7x^{2}+8x+2&=(1)^{3}+7(1)^{2}+8(1)+2\\&=1+7+8+2\\&=18\end{aligned}}}
이러한 등식에서는 0이 아닌 18과 같은 값이 나오는데 {\displaystyle (x-1)}은 {\displaystyle x^{3}+7x^{2}+8x+2}의 인수가 아니기 때문이다. 따라서 우리는 다음에 {\displaystyle (x+1)}을 시도한다. 이에 따라 {\displaystyle x=-1}을 다항식으로 변환한다.
{\displaystyle (-1)^{3}+7(-1)^{2}+8(-1)+2}
이러한 등식은 {\displaystyle 0}과 같은 값이 나온다. 그러므로 {\displaystyle x-(-1)}은 즉 {\displaystyle x+1}이 인수가 되고 {\displaystyle -1}은 {\displaystyle x^{3}+7x^{2}+8x+2}의 근이 된다.
다음 2개의 근은 대수적으로 {\displaystyle x^{3}+7x^{2}+8x+2}를 {\displaystyle (x+1)}로 나누어 2번째 근을 구할 수 있다.
{\displaystyle {x^{3}+7x^{2}+8x+2 \over x+1}=x^{2}+6x+2}
따라서 {\displaystyle (x+1)}과 {\displaystyle x^{2}+6x+2}는 {\displaystyle x^{3}+7x^{2}+8x+2}의 인수가 된다. 이 가운데 2차 인수는 이차 방정식을 활용하여 추가로 인수분해될 수 있는데 이러한 공식은 {\displaystyle -3\pm {\sqrt {7}}}의 근을 제공한다. 따라서 원래 다항식에서 3개의 기약 인수는 {\displaystyle x+1}, {\displaystyle x-(-3+{\sqrt {7}})}, {\displaystyle x-(-3-{\sqrt {7}})}이다.

### 대수적으로 닫힌 체
대수적으로 닫힌 체는 모든 0이 아닌 다항식이 적어도 하나 이상의 근을 갖는 체이다. 인수 정리에 따라, 이는 모든 다항식을 1차 다항식의 곱으로 인수분해할 수 있는 것과 동치이다.